# Philenora thelxinoa
Philenora thelxinoa là một loài bướm đêm thuộc phân họ Arctiinae, họ Erebidae.